# ダックハント
『ダックハント』（Duck Hunt）は、任天堂より1984年4月21日に発売されたファミリーコンピュータ用ガンシューティングゲーム。任天堂が1970年代に展開していた玩具「光線銃シリーズ」の一種として1976年に発売された『光線銃ダックハント』を基にしている。
欧米では、任天堂VS.システムを使用したアーケードゲーム版『VS. Duck Hunt』がアメリカで1984年4月に、ヨーロッパで1987年に稼働開始（日本では未稼働）。2014年12月には、ファミリーコンピュータ版を移植したWii Uのバーチャルコンソール用ソフトが日本と欧米で発売された。
アメリカでは、Nintendo Entertainment System（ファミリーコンピュータの欧米版）の本体に本作などを同梱したバンドル版として「Deluxe Set」と「Action Set」が発売された。この影響もあり、本作の売り上げはバンドル版を含めて2831万本を記録している。

## ゲームモード
リボルバー型の周辺機器「光線銃シリーズ ガン」（欧米では「Zapper」でデザインが異なる）で画面上の照準を操作し、標的のダック（鴨）やクレー射撃のクレーを撃つ。

### ダックハント
GAME A
1羽ずつ現れるダックを撃つモード。
最初に猟犬が草むらに飛び込んだ後にダックが草むらの中（場所はランダム）から飛び上がって数秒間画面内を飛び回り、これを3発以内の持ち弾で仕留める。3発ともはずす、または時間切れになると空の色が変わり、ダックが画面外に飛び去ってミスとなる。なお、ミスすると猟犬に笑われるという演出がある。
10羽分を繰り返した時点で終了し、ダックを仕留めた数の合計が画面下の「PASS LINE」（ノルマ）に達していればラウンドクリアとなって次のラウンドに進む。10羽すべてを仕留めた場合はパーフェクトボーナスが加算される。
「GAME A」では2人同時プレイにも対応している。一方のプレイヤーは1人用モードの時と同じくダックを狙い、もう一方のプレイヤーはダックを操作する。ダック役のプレイヤーは、一定時間が経過し空の色が変わるまで撃たれないように逃げ続けることを目指す。
GAME B
一度に2羽現れるダックを撃つモード。
基本的な遊び方は「GAME A」と同じ。ただし、空の色が変わる演出はない。
GAME C
クレー射撃のトラップ競技をアレンジしたモード。
空中に2枚ずつ放出されるクレーを撃ち壊していく。クレーは画面奥方向に飛んで徐々に小さくなり、時間が経つほど弾を当てづらくなる。10枚終了時点の命中枚数が「PASS LINE」に達していればクリアして次のラウンドに進み、達していなければゲームオーバーとなる。

### VS. Duck Hunt
ゲーム冒頭で1人プレイか2人プレイかを選択する。
ゲーム本編は、ファミリーコンピュータ版の「GAME B」と「GAME C」、および本作独自の「BONUS ROUND」を1セットとして繰り返すという流れになっている。ただし、本作の「GAME B」と「GAME C」はノルマがそれぞれ12で、すべて命中させた時のみ次のラウンドに進むことができる。「BONUS ROUND」は、草むらから次々に飛び出してくるダックおよび猟犬を撃つというもので、猟犬に弾を当てると、ラウンド終了後に顔が黒くなった猟犬が松葉杖をつき足にギプスをはめた状態でプレイヤーに向けて怒るという演出がある（なお、猟犬を撃っても得点は加算されない）。また、セットの合間に挿入される「BREAK TIME」では、飛んで逃げるダックを猟犬が二足歩行で追いかけるという映像が流れる。

## ダックハントの要素が登場する作品

### ゲームソフト
Barker Bill's Trick Shooting（日本未発売）
タイトル画面および「Balloon Saloon」モードで猟犬が登場する。猟犬が笑う時の効果音がダックハントと共通している。
大乱闘スマッシュブラザーズシリーズ
『大乱闘スマッシュブラザーズDX』ではダックが鑑賞用フィギュアとして登場。『大乱闘スマッシュブラザーズX』では収集アイテムの一種としてダックのイラストが描かれたシールが登場。『大乱闘スマッシュブラザーズ for Nintendo 3DS / Wii U』以降の作品ではダックと猟犬のコンビが「ダックハント」の名称で操作キャラクターとなっている。
メイド イン ワリオシリーズ
『メイド イン ワリオ』『まわるメイドインワリオ』『さわるメイドインワリオ』『あそぶメイドイン俺』『メイド イン ワリオ ゴージャス』でダックハントを基にしたミニゲームを収録。一方、『おどる メイド イン ワリオ』には玩具の光線銃ダックハントのミニゲームが収録されている。
テトリスDS
「スタンダード」モードのレベル19でダックハントのゲーム画面が背景に表示される。
はじめてのWii
「シューティング」モードで、ゲーム開始時に複数のダックが草むらから飛び立ち、ゲームの途中にも空中を飛行する。また、ダックハントの「GAME C」のクレー射撃に似たフェーズもある。
Wiiリモコンプラス バラエティ
「360°シューティング」モードで、ダックが草むらから飛び立つ。
スーパーマリオメーカー
フィギュア型のゲーム周辺機器amiiboの一種である「ダックハント」（前述の大乱闘スマッシュブラザーズシリーズに登場するコンビ）のamiiboのデータを読み込むことにより、ゲーム内で「ダックハント」を操作キャラクターとして使用可能となる。

### 映画
ピクセル
エアロビクスをしていた老婆のもとに猟犬が現れる。また、ワシントンD.C.での決戦シーンではダックが飛び回っている。
ザ・スーパーマリオブラザーズ・ムービー
ピザ屋「パンチアウト」の店内にダックの写真が飾られている。また、大型犬のフランシスが初登場する廊下に笑っている猟犬の絵が飾られている。さらに、ダックが描かれたフレンチレストランも登場する。

## 備考
前述のように、本作には、プレイヤーがミスした際に猟犬に笑われるという演出があるが、これにより、特に欧米では猟犬が悪名高いキャラクターとしてしばしば扱われる。GamesRadar+の記事では、嫌いなビデオゲームの相棒トップ7の第1位に猟犬を選んでいる。一方、Kotakuのブライアン・クレセンテは、偉大なビデオゲームの犬の第3位に猟犬を挙げている。